# Красносельское сельское поселение (Хабаровский край)
Красносе́льское се́льское поселе́ние — муниципальное образование в Николаевском районе Хабаровского края Российской Федерации. Образовано в 2004 году. 
Административный центр — село Красное.

## Население
| 2010  | 2011  | 2012  | 2013  | 2014  | 2015  | 2016  |
| ----- | ----- | ----- | ----- | ----- | ----- | ----- |
| 1314  | ↘1306 | ↘1287 | ↘1272 | ↘1270 | ↘1234 | ↘1179 |
| 2017  | 2018  | 2020  | 2021  |       |       |       |
| ↘1140 | ↘1118 | ↘1063 | ↘796  |       |       |       |

## Населённые пункты
В состав поселения входят 2 населённых пункта:
| № | Населённый пункт | Тип     | Население |
| - | ---------------- | ------- | --------- |
| 1 | Красное          | село    | ↘642      |
| 2 | Чныррах          | посёлок | #Н/Д      |